# Hemioplisis arnataria
Hemioplisis arnataria là một loài bướm đêm trong họ Geometridae.